# 阿森斯 (紐約州)
阿森斯（英語：Athens）是一個位於美國紐約州格林縣的鎮。

## 人口
根據2020年美國人口普查的數據，阿森斯的面積為74.77平方千米，當中陸地面積為67.98平方千米，而水域面積為0.79平方千米。當地共有人口3916人，而人口密度為每平方千米52人。